# Guatteria krukoffii
Guatteria krukoffii este o specie de plante angiosperme din genul Guatteria, familia Annonaceae, descrisă de Robert Elias Fries. Conform Catalogue of Life specia Guatteria krukoffii nu are subspecii cunoscute.